# Nakuset
Nakuset (Nishkam, Nákúset, Na'ku'set, Naguset, Naku'set, Niskam, Nisgam, Grandfather Sun), U mitologiji Micmac ili Mi'kmaq Indijanaca, Nákúset, Sunce, bilo je prvo biće koje je stvorio bog Stvoritelj Kisulkw (Kisu'lkw). Nakon ovog početnog stvaranja, Nakuset je bio duh koji je proveo većinu božanskih planova. Često se personificira kao starac u Micmac mitovima, a njegovo alternativno ime, Niskam, doslovno znači "djed". Nakon što su Micmaci prihvatili kršćanstvo, "Nishkam" se počeo koristiti i kao drugi prijevod za Boga.